# Favella
Favella is een geslacht van uitgestorven kreeftachtigen uit de klasse van de Ostracoda (mosselkreeftjes).

## Soorten
- Favella pijpersi Bold, 1946 †
- Favella plicatula (Reuss, 1850) Ruggieri, 1950 †